# Aegyptocetus tarfa
L'egittoceto (Aegyptocetus tarfa) è un cetaceo estinto appartenente agli archeoceti. Visse nell'Eocene medio (circa 40 milioni di anni fa) e i suoi resti fossili sono stati ritrovati in Egitto.

## Descrizione
L'aspetto di questo animale doveva essere simile a quello di altri cetacei primitivi come Protocetus, dotato ancora di quattro arti funzionali anche se già adattati all'ambiente acquatico. Il cranio di Aegyptocetus, tuttavia, mostra una conformazione particolare: il rostro e la parte anteriore del cranio erano infatti ripiegati verso il basso rispetto alla scatola cranica, in una maniera molto più pronunciata che negli altri archeoceti. Questo ripiegamento ventrale, noto come clinorinchia, è una specializzazione che si riscontra in alcuni mammiferi acquatici ed è in relazione al nutrimento e al senso dell'udito.
Altre caratteristiche di Aegyptocetus includono l'asimmetria già presente nel cranio (una caratteristica dei cetacei evoluti), le pareti laterali delle mandibole e della bolla timpanica assottigliate e l'allungamento delle spine neurali delle vertebre toraciche.

## Classificazione
Aegyptocetus è stato descritto per la prima volta nel 2011, sulla base di un esemplare fossile conservatosi in una pietra marmorizzata, importata commercialmente in Italia e proveniente dagli strati marini della formazione Gebel Hof nella zona di Wadi Tarfa in Egitto. 

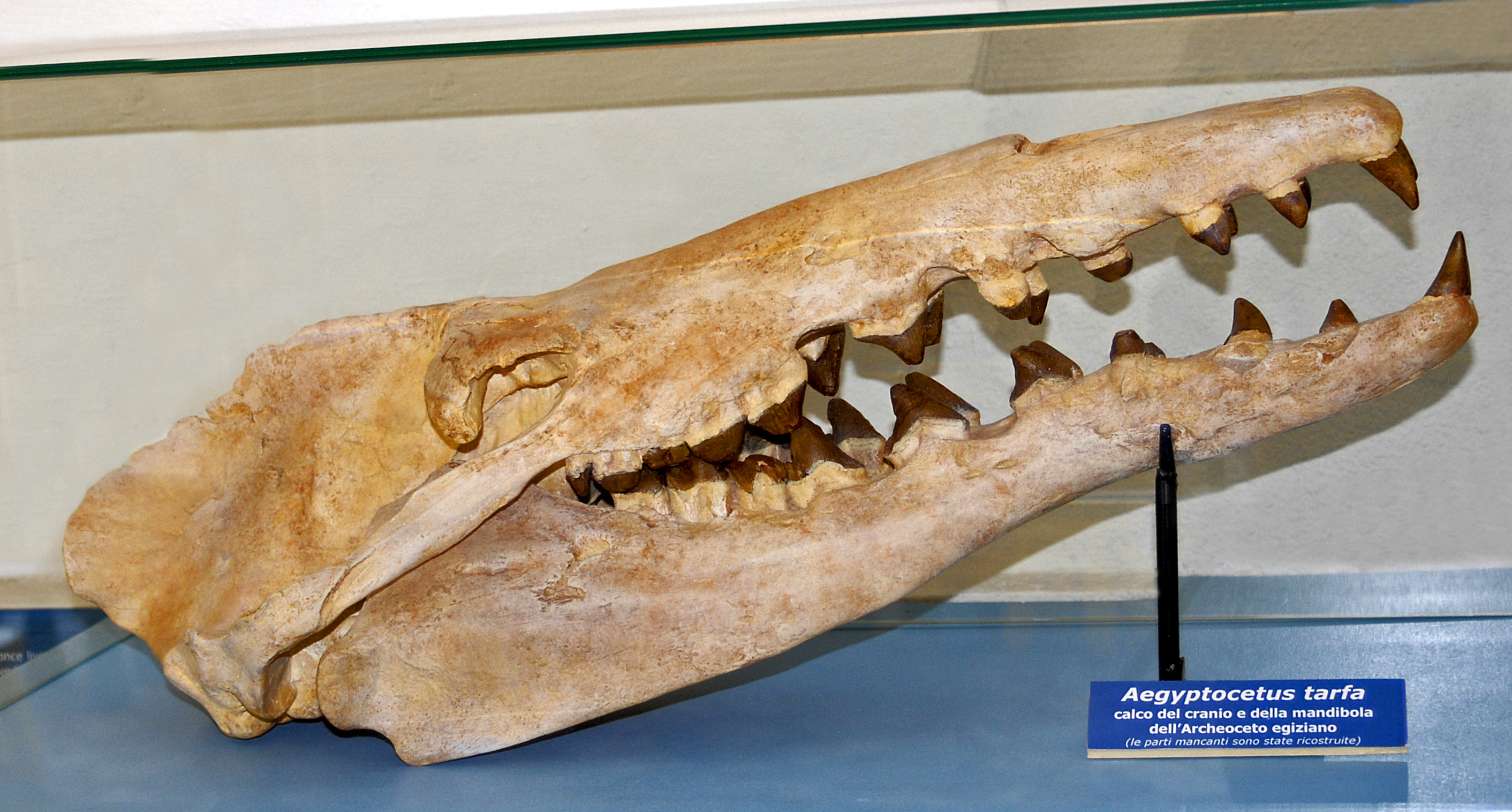
Calco del cranio di Aegyptocetus tarfa conservato al Museo di storia naturale dell'Università di Pisa

Questo animale era un rappresentante dei protocetidi, un gruppo di antichi cetacei che svilupparono musi notevolmente allungati. I più stretti parenti di Aegyptocetus sono Protocetus e Maiacetus.

## Paleobiologia
Aegyptocetus era evidentemente un animale acquatico, ma la conformazione delle vertebre cervicali indica che questo cetaceo era in grado di sostenere il suo peso anche al di fuori dell'ambiente acquatico, ed era probabilmente più adatto a spostarsi sulla terraferma rispetto a gran parte degli archeoceti. L'assottigliamento delle bolle timpaniche, tuttavia, indica che Aegyptocetus aveva già sviluppato una notevole abilità nell'udire suoni sott'acqua.
I fossili delle costole conservano impronte dei denti di un grosso predatore, con tutta probabilità uno squalo, ma non è certa la causa della morte dell'esemplare: lo squalo potrebbe essersi cibato della carcassa.

## Galleria d'immagini

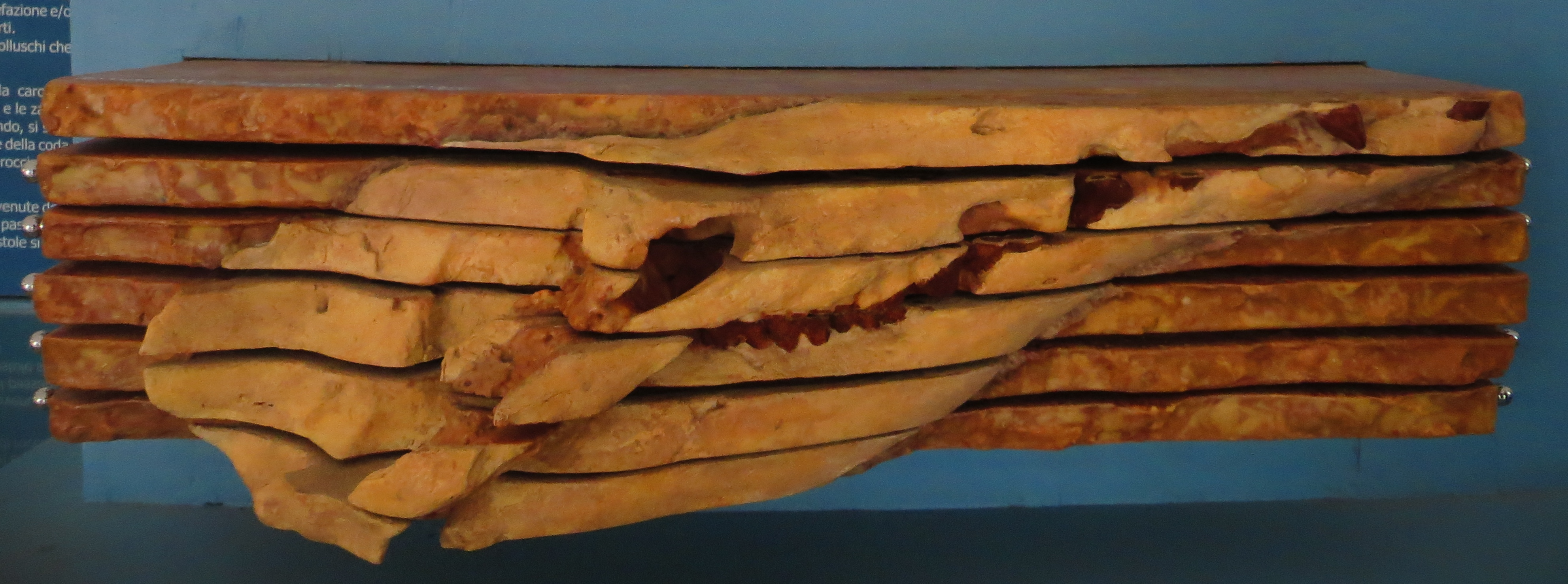
Ricostruzione del cranio di Aegyptocetus tarfa come è stato rinvenuto nelle lastre di roccia
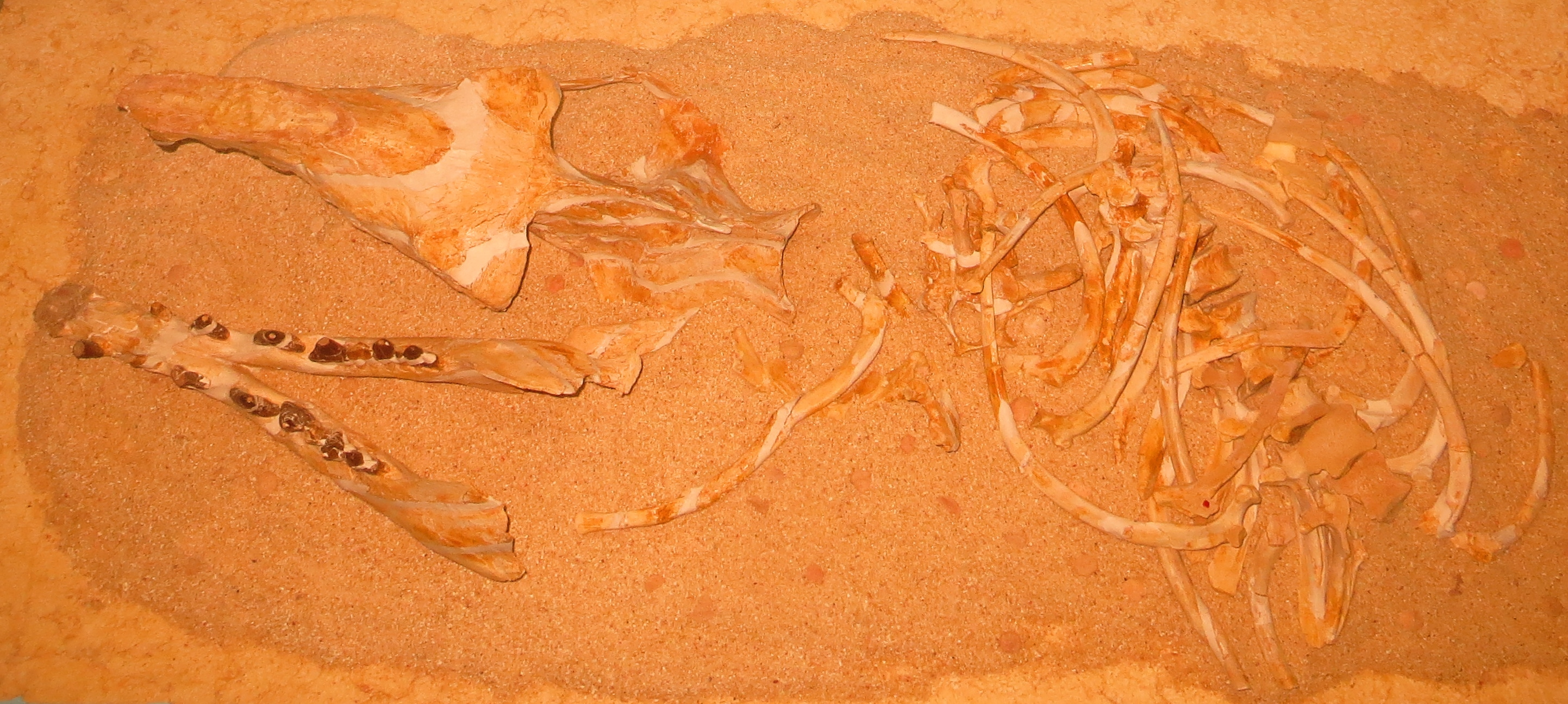
Fossile originale di Aegyptocetus tarfa